# Francisco Beltrão (microregio)
Francisco Beltrão is een van de 39 microregio's van de Braziliaanse deelstaat Paraná. Zij ligt in de mesoregio Sudoeste Paranaense en grenst aan de microregio's Capanema, Cascavel, Guarapuava, Pato Branco, Chapecó (SC) en São Miguel do Oeste (SC). De microregio heeft een oppervlakte van ca. 5.451 km². In 2006 werd het inwoneraantal geschat op 223.883.
Negentien gemeenten behoren tot deze microregio:
- Barracão
- Boa Esperança do Iguaçu
- Bom Jesus do Sul
- Cruzeiro do Iguaçu
- Dois Vizinhos
- Enéas Marques
- Flor da Serra do Sul
- Francisco Beltrão
- Manfrinópolis
- Marmeleiro
- Nova Esperança do Sudoeste
- Nova Prata do Iguaçu
- Pinhal de São Bento
- Renascença
- Salgado Filho
- Salto do Lontra
- Santo Antônio do Sudoeste
- São Jorge d'Oeste
- Verê

Mesoregio's: Centro Ocidental Paranaense · Centro Oriental Paranaense · Centro-Sul Paranaense · Metropolitana de Curitiba · Noroeste Paranaense · Norte Central Paranaense · Norte Pioneiro Paranaense · Oeste Paranaense · Sudeste Paranaense · Sudoeste Paranaense

Microregio's: Apucarana · Assaí · Astorga · Campo Mourão · Capanema · Cascavel · Cerro Azul · Cianorte · Cornélio Procópio · Curitiba · Faxinal · Floraí · Foz do Iguaçu · Francisco Beltrão · Goioerê · Guarapuava · Ibaiti · Irati · Ivaiporã · Jacarezinho · Jaguariaíva · Lapa · Londrina · Maringá · Palmas · Paranaguá · Paranavaí · Pato Branco · Pitanga · Ponta Grossa · Porecatu · Prudentópolis · Rio Negro · São Mateus do Sul · Telêmaco Borba · Toledo · Umuarama · União da Vitória · Wenceslau Braz